# Església de Sant Martí (València)
L'església de Sant Martí, de Sant Martí Bisbe i Sant Antoni Abat, és una de les més antigues de la ciutat de València, ubicada al principi del carrer Sant Vicent. El seu origen cal buscar-lo en la conquista de la ciutat per Jaume I, sent en principi una mesquita consagrada al culte catòlic.

## Descripció historicoartística
Després de la conquista de València el 1238, l'arquebisbe de Tarragona, Pere d'Albalat, consagra una mesquita a l'interior de la muralla, és l'origen de l'actual Sant Martí. En un primer moment la construcció fou modesta, com indica que l'any 1276 totes les esglésies ja s'havien construït de nova planta, excepte la de Sant Tomàs que encara conservava la forma de mesquita.
Les obres de l'edifici actual són de 1372 a 1401, quan es necessità un temple més ampli a causa de l'ampliació de la muralla el 1356 que va augmentar la demarcació parroquial de Sant Martí, que passava a ser una de les més grans i que ocupava gran part del sector sud-oest de la ciutat. Per a aquesta ampliació s'afegí l'espai procedent d'un antic atzucac, atorgat pel Consell General de la ciutat l'any 1372, el 1388 consta que ja s'estaven acabant les portades de l'església.
Com la majoria de les esglésies parroquials valencianes, tenia una planta de nau única amb capelles entre els contraforts i capçalera poligonal, però amb una planta trapezoidal i irregular, per haver-se adaptat al traçat de carrers preexistents. Els elements gòtics estan en part ocults per remodelacions posteriors i on més es veuen és a l'exterior. La façana principal, un gran mur de pedra, mostra l'òcul cegat sobre la porta principal, que és l'únic element de la façana que pertany a reformes posteriors. També gran part dels murs laterals es corresponen amb la construcció gòtica, com es nota al costat sud on hi ha una finestra ogival, molts signes lapidaris sobres els carreus i dos escuts amb figures heràldiques; al nord hi ha restes de finestres i gàrgoles.
Fins a mitjan segle xvi l'església mantingué les formes gòtiques, però entre 1547 i 1570 es feren obres de remodelació a la capçalera de l'edifici, avançant-se així quasi mig segle a les reformes a les capçaleres d'esglésies com la de Sant Andreu, Sant Joan del Mercat o Sant Esteve, que ho feren a mitjan segle xvii. Per a aquesta ampliació s'hagué de demolir les cases que fitaven i inclús es demanà una licència papal, que s'obtingué mitjançant una butlla signada a Roma per Pau III el 9 de juliol de 1548.
Aquesta nova capçalera s'amplià seguint l'esquema poligonal de la planta, però innovant en el sistema de construcció de la volta. Mentre que altres esglésies de la ciutat, inclús amb reformes posteriors, continuen utilitzant la creueria amb complements de rajola plana, a l'església que ens ocupa la capçalera es cobreix amb una volta de tres faldons precedida per un tram recte on s'obri un òcul amb llanterna. Aquesta solució és semblant a la utilitzada a la capçalera de l'església dels Jerònims de Granada, obra de Diego de Siloé i feta entre 1526 i 1546. Ja a terres valencianes, l'obra de Sant Martí es pot relacionar amb obres de l'entorn de Jerónimo Quijano a Oriola, sobretot en la cerca de configurar un espai centralitzat. L'esquema usat es tipificarà després en el tractat de picapedreria d'Alonso de Vandelvira com a «ochavo igual por cruceros», amb la particularitat de l'obertura zenital lleugerament oval de Sant Martí. L'intradós de la volta es decora amb cassetons plens de figures de profetes, virtuts, àngels músics i escuts, la llanterna s'ordena basant-se en pilastres suportades per unes mènsules.

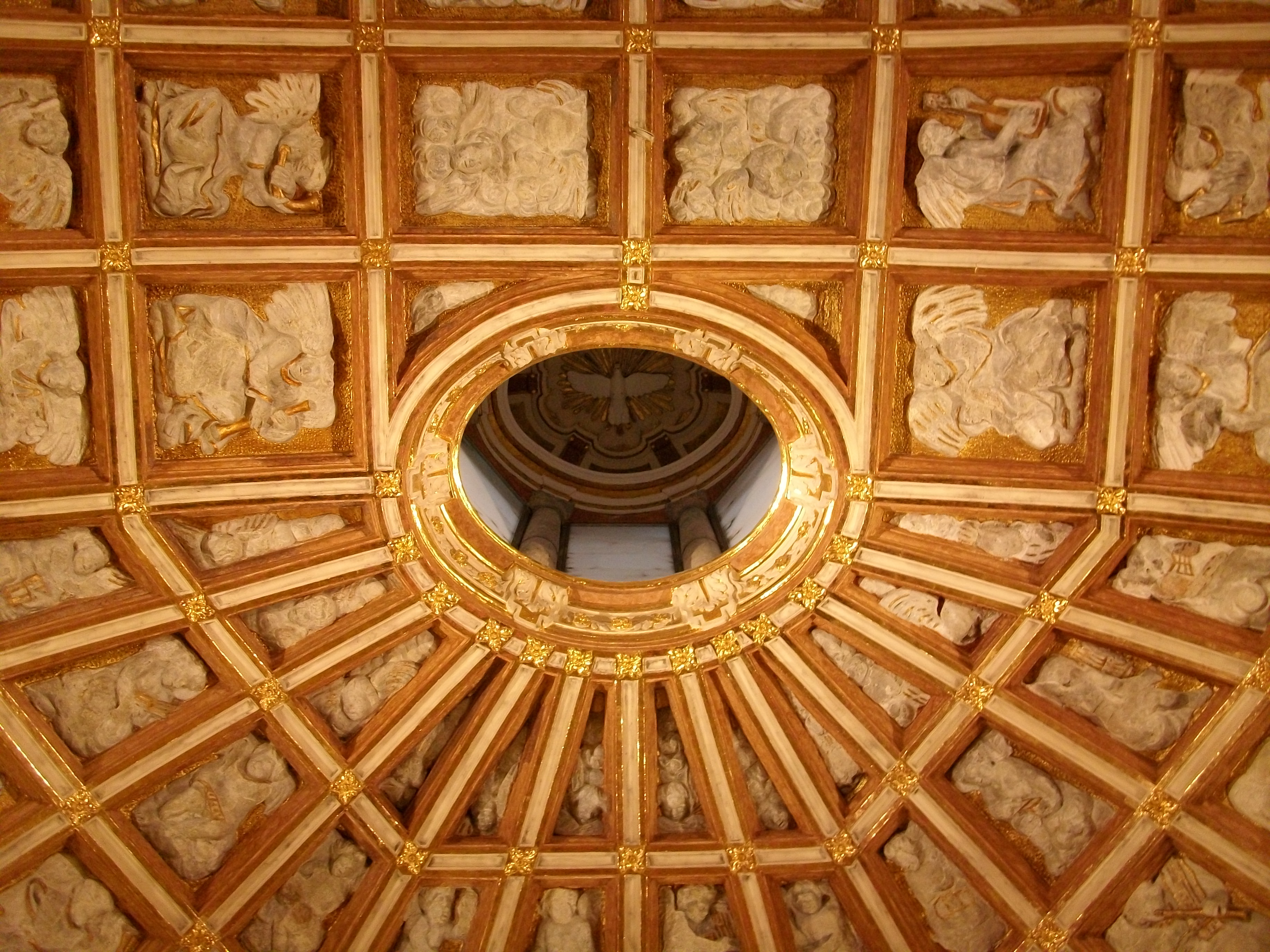
Detall de la capçalera

La capçalera aquesta es converteix en un dels escassos exemples a la ciutat de València que adopta solucions del tall de la pedra pròpies del renaixement ple, coincidint amb un període en què s'està produint un augment progressiu de l'ús de les tècniques de rajola plana per a la construcció de noves voltes, com s'aprecia en la reconstrucció de les infermeries de l'Hospital General després de l'incendi de 1545, on s'utilitzen voltes bufades i una cúpula oval.
Els paraments inferiors s'articulen amb una doble ordenació de columnes superposades als angles amb els seus corresponents entaulaments. Els frisos es decoren amb motius renaixentistes, a l'inferior abunden puttis entre targes, roleus i vasos, al superior bustos d'apòstols entre mènsules foliades. També és destacable l'ordenació dels angles amb semicolumnes flanquejades per transpilastres i entaulament en ressalt. I les portades laterals amb dobles parelles de columnes suportant un entaulament amb elements ressaltats i on es repeteixen estucs amb figures nues sostenint mascarons, pilastres amb grotescos i remat amb un petit frontó amb una petxina.
A l'exterior l'ampliació feta també és visible en les diferències de la fàbrica i en dos contraforts, un amb escultura de tres atlants situats a manera de capitell sobre una pilastra amb el fris corb. En el mateix llenç de mur s'observa un buit amb un potent capialçat esbiaixat que servia per a la il·luminació del transagrari de l'església, construït a la mateixa època.
Cap al 1567 la major part d'aquesta reforma estava acabada, el 1570 es té constància del pagament a Miquel Porcar per la pavimentació de tot el presbiteri. L'any següent comencen les obres de la sagristia (no conservada), que duraren fins a 1574. Aquestes obres formaven part de la remodelació de la capçalera i foren dirigides per Joan d'Alfafar, mestre d'obres vinculat també a l'Hospital General, ja que la seua formació com a obrer comença amb el grup del mestre d'obres que dirigia la reconstrucció de les infermeries: Vicent Eiximeno, àlies d'Oliva. També, en els treballs de fusteria, apareix el nom de Gaspar Gregori, en concret a les calaixeres de la sagristia.
La vinculació de l'arquitecte Gaspar Gregori amb l'església de Sant Martí només relacionada amb la fusteria es podria extrapolar a la resta de la construcció. Es desconeix l'artífex de la reforma de la capçalera, Miquel Porcar és un simple picapedrer documentat a la pavimentació. Només Gaspar Gregori seria un dels únics mestres arquitectes capaços de donar aquestes traces plenament renaixentistes, com farà ell mateix a les maquetes de l'Hospital, a l'Obra Nova de la catedral i a la torrassa de la Generalitat, entre d'altres, i que a més realitzà amb col·laboració amb Porcar.
Aquesta reforma no tindrà gran repercussió a València, només en dates coetànies consta la construcció de voltes cassetonades aplicades en petits espais, com al transagrari de l'església d'Algemesí (feta al tercer quart del segle xvi) o la remodelació de la capçalera de l'església del convent de Jesús (contractada el 1570 amb els mestres d'obra i estucadors italians Batiste Abril i Joan Maria Quetze) que incloïa una volta d'estuc amb figures abundants.

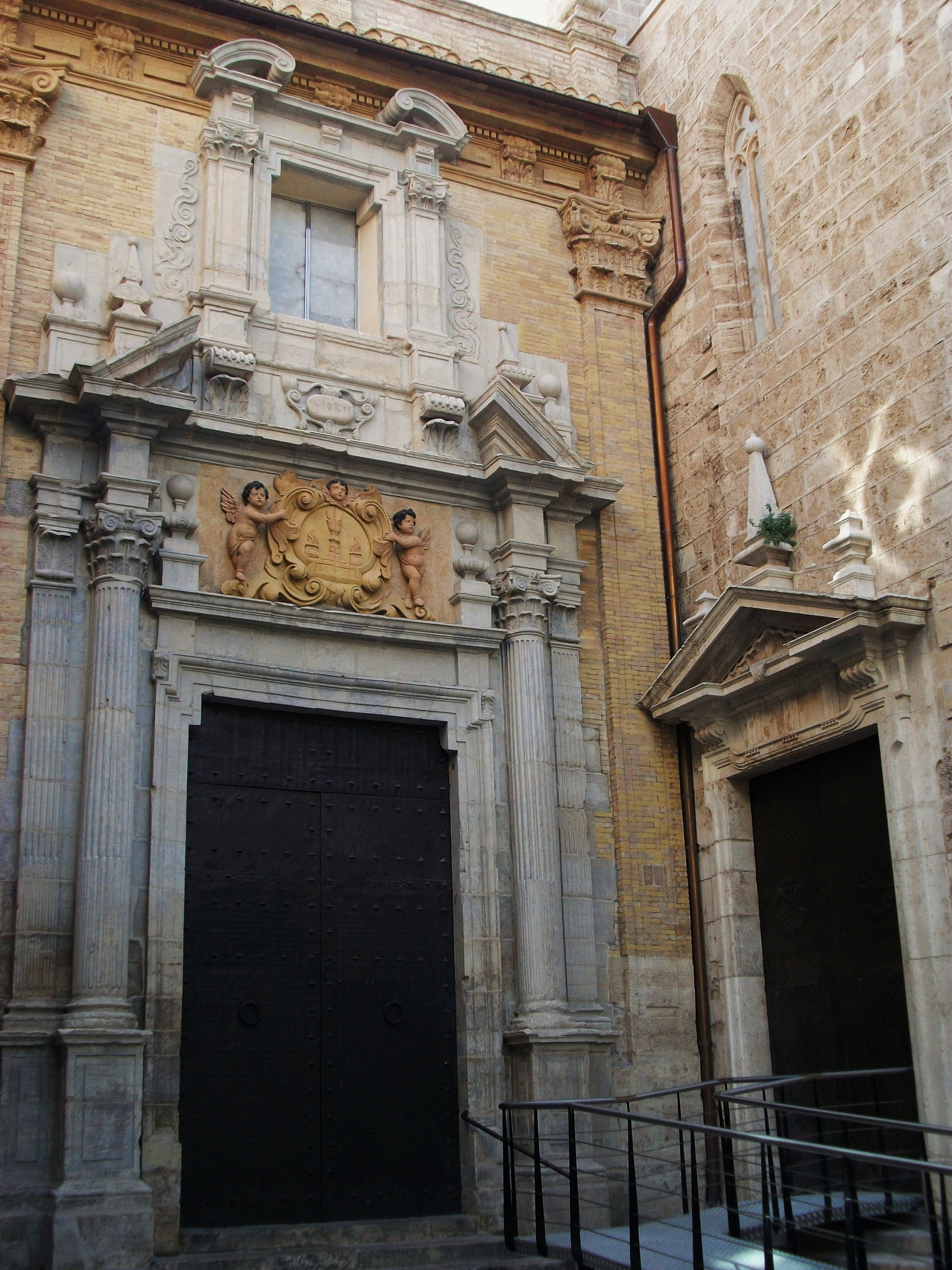
Portada de la capella de la Comunió

Entre 1618 i 1620 el mestre d'obres Antoni Gallego construeix una sobrecoberta o teulada a dos vessants per damunt del sostre de l'església per evitar humitats i filtracions de la volta gòtica. Entre 1621 i 1627 els picapedrers Bartomeu Abril i Tomàs Leonart Esteve contracten la construcció del nou campanar. Ja havien fet alguna obra a l'interior del temple, com repicar i emblanquinar les parets en 1620 i 1621.
El primer campanar ocupava el cantó del carrer de l'Abadia de Sant Martí, ara es traslladà a la seua ubicació actual. Té planta rectangular i carreus llisos, un cos de campanes ordenat basant-se en un arc per cada costat flanquejat per un parell de pilastres decorades per cercles i rectangles i fris amb mensulons foliats. El cos superior no es conserva actualment, es desmuntà a finals del segle xix, i presentava un cos cupulat amb remat de llanterna, igual que els coetanis de les esglésies de Sant Joan del Mercat o la del Convent del Carme.
La Capella de la Comunió es construí de 1669 a 1674, és quasi una petita església independent, concebuda per l'arquitecte Gaspar Matutano amb el mestre d'obres Josep Escrivà. La data d'acabament està inscrita en una cartel·la situada a la porta d'accés, independent de l'església. Aquesta portada ocupa quasi tot el parament de la façana, dividida en un esquema de dos cossos, l'inferior emmarcat per columnes adossades i pilastres rematades per un relleu del Santíssim Sacrament. La superior té un frontó partit que conté la base d'una finestra amb pilastres i roleus als costats i frontó corb amb volutes a la part superior. L'interior de la capella és de planta rectangular coberta amb volta de canó i cúpula amb llanterna sobre petxines. A més conté part dels retaules procedents de la capella del Gremi d'Argenters de l'església de Santa Caterina, destaca el retaule del Gremi, fet per Josep Pons i traçat per Lluís Domingo, Josep Herrero, Vicent Llorens, Felip Rubio i Tomàs Miner; a més de dues taules de Ribalta sobre la vida de sant Eloi.
Durant el segle xviii es realitzaren importants reformes a l'interior de l'edifici, obres de construcció i de revestiment que configuren l'aspecte actual. El 1715 es reforma la Capella major, obrant-hi estucs i decorant-se amb frescos pintats per Dionís Vidal, al qual ja li havien encarregat uns altres per al transagrari cinc anys abans. També es modificà el retaule major per Juan Muñoz el Jove sobre l'anterior traçat per l'escultor Tomàs Sanchiz cinquanta anys abans. Aquest nou retaule s'adaptava a l'estructura del presbiteri per mitjà de dos cossos amb llinda, l'inferior amb columnes sobre alts pedestals que suportaven un entaulament en línia trencada i el superior amb columnes dobles i frontó partit. Ni els frescos ni el retaule es conserven per la seua destrucció el 1936.
L'any 1723 es construeix una nova sagristia sobre l'anterior del segle xvi i una casa adjacent, seguint les traces de l'arquitecte José Cardona i Pertusa, sota la direcció del mestre d'obres Mauro Minguet el Major. José Cardona (1672-1732), era deixeble de Tosca i donaria les traces d'altres obres importants com la de l'església de Sant Sebastià començada el 1726 i projectes de modificació de l'església de Santa Maria la Major d'Oliva. Aquest espai també es dona per perdut perquè fou un del més afectats l'any 36.

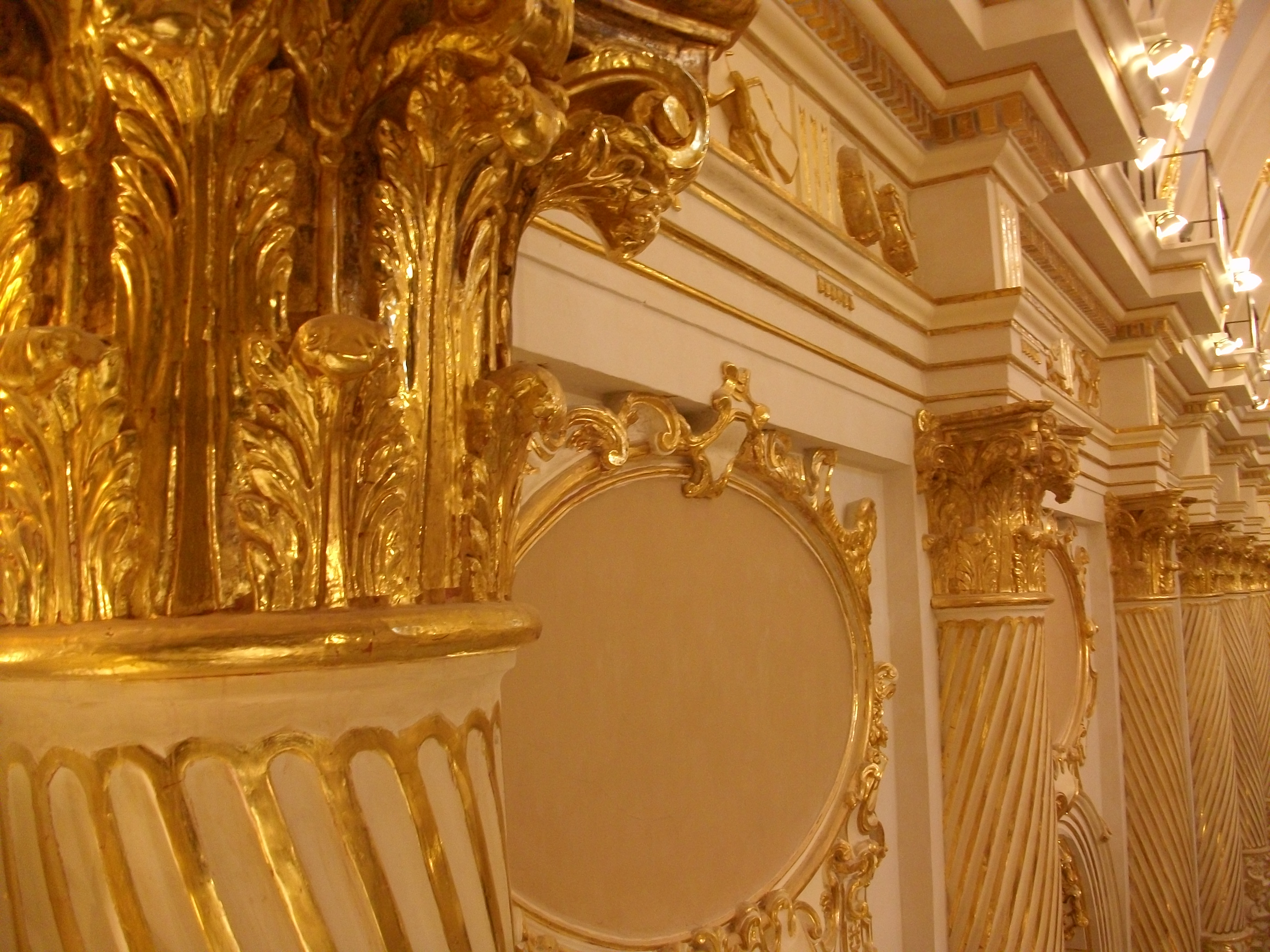
Detall de les columnes del lateral de la nau

La gran renovació de l'interior del temple es realitzà entre 1735 i 1753. Si bé l'autoria no està clara, destaca el paper de Francesc Vergara el Major, que comptaria amb l'ajuda de l'arquitecte Josep Herrero (autor de les traces de l'església d'Alcalà de Xivert, de la posterior capella de la Comunió de l'església de Santa Maria d'Elx, sent un dels arquitectes més destacats del segle xviii valencià). Amb aquests grans mestres hi participaren obrers i picapedrers que construirien les traces donades, entre ells: els mestres Miquel i Llorenç Martínez, els picapedrers Joan Sancho, Joan Baptista Ribes i sobretot Tomàs Miner.
Aquesta gran reforma barroca segueix el model, encara que cinquanta anys anterior, de la feta a l'església de Sant Joan del Mercat, sobretot en elements decoratius i en l'esquema de grans columnes entre les capelles laterals i cartel·les el·líptiques sobre els arcs. La reforma suposa una reorganització total, que amaga la fàbrica gòtica amb una volta de canó i llunetes que s'estén sota l'original, a més de la remodelació total de les capelles laterals, que es rebaixen i cobreixen amb nous cupulins amb llanternes.
El que més destaca de la nova ordenació és el canvi d'una planta trapezoidal en una aparentment ortogonal, tret que es fa evident sobretot a les cúpules ovals de les capelles laterals. La nau principal s'ordena mitjançant alts pedestals de jaspi sobre els quals se situen les mitges columnes amb fust helicoidal, amb el terç inferior decorat amb rocalles, capitell corinti i un entaulament dòric amb fris de tríglifs i mètopes. L'entaulament es destaca amb un tríglif sobre cadascuna de les columnes i per la cornisa que també sobresurt, coincidint amb els arcs faixons. Als intercolumnis s'obrin les capelles amb arcs de mig punt i a sobre els medallons ovals. Les columnes i mètopes de motius eclesiàstics, són elements que tenen l'origen en la Porta dels Ferros de la Catedral, evidenciant els primers anys de formació de Francesc Vergara. Aquest també s'encarregaria de decorar amb pintures algunes capelles, com les petxines de la de Sant Mena, però la majoria dels frescos els executaria Josep Vergara, es destruïren el 1936.
Ignasi Vergara realitzà algunes escultures per a l'església, com Sant Joaquim i Sant Josep, que emmarquen la finestra ubicada sobre la portada principal. Hi intervingueren altres artistes, com els pintors J. Rosselli J. Pérez, els quals segons Ponz, van pintar les cartel·les ovals amb escenes de vides de sants i una «Al·legoria de l'Eucaristia» sobre l'entrada principal.

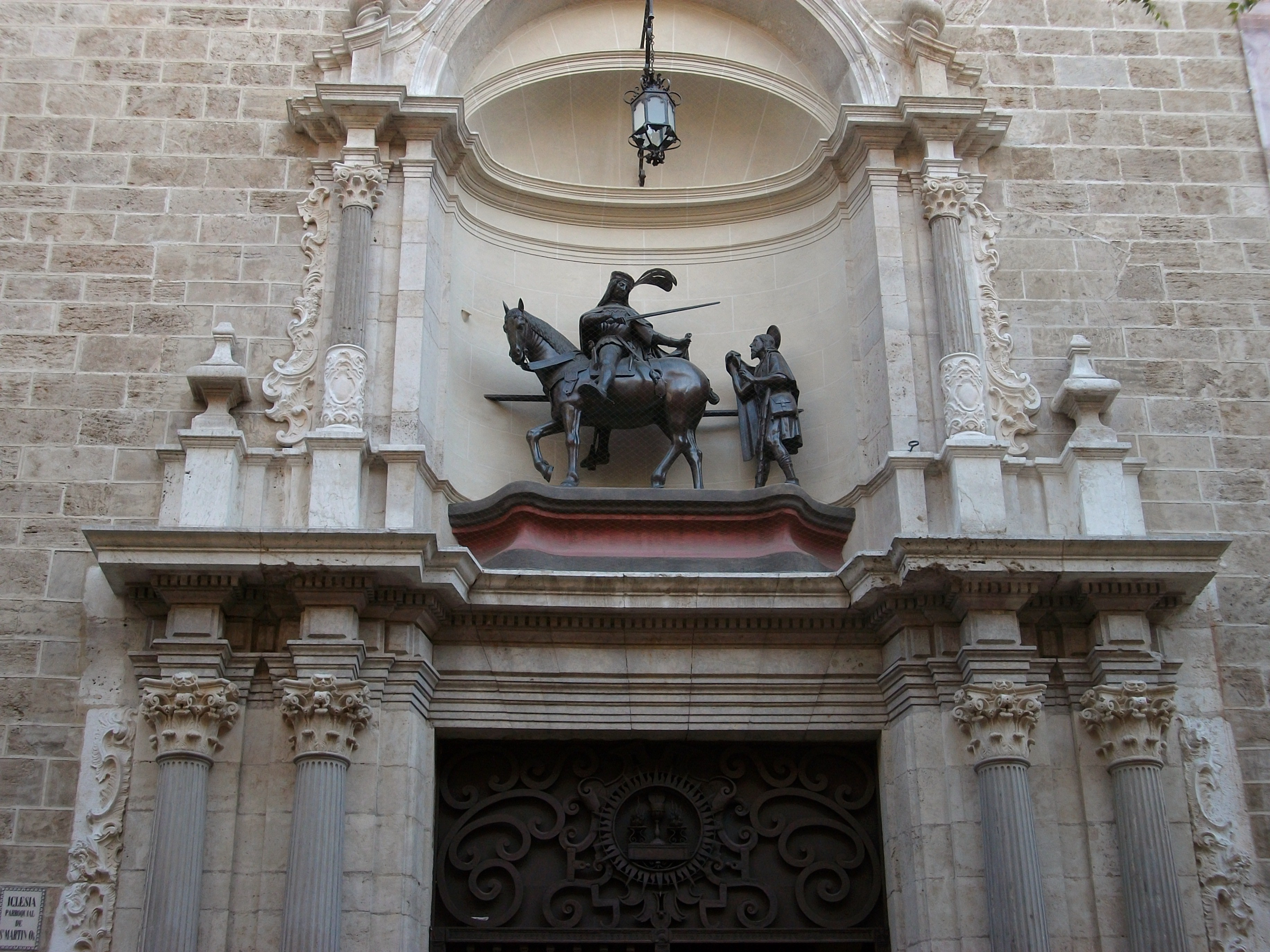
Portada principal de l'església amb el grup escultòric de Sant Martí i el pobre

De la mateixa època data la renovació de les portades per accedir al temple, evidenciant l'hàbil ús en l'art del picapedrer. La principal és atribuïda a Francesc Vergara, feta al voltant de 1739-1750. Consta de dos cossos, l'inferior amb dobles columnes estriades sobre un mateix pedestal i amb relleus prop de les bases al·lusius als titulars de l'església; el segon es compon per un gran nínxol emmarcat per dues petites columnes (les formes de les quals estan extretes del tractat d'Andrea Pozzo). El nínxol destaca per la complexitat de la seua volta capialçada i pel recurs de cornises i gerros de traça obliqua. Dins del nínxol estava el grup escultòric de Sant Martí i el pobre (conegut com el cavallet de Sant martí), obra en bronze atribuïda a Pieter de Béckere, procedent de Flandes i donada a la parròquia el 1494 per Vicent de Penya-roja. Actualment l'escultura s'exposa al Museu de Belles Arts després de la seua restauració.
Les portades nord i sud corresponen a dissenys d'Ignasi Vergara i executades pel picapedrer Tomàs Miner el 1750-1751. Les dues foren visurades pel picapedrer Josep Pons i l'arquitecte Josep Herrero qui segurament seguia al capdavant dels treballs de renovació.

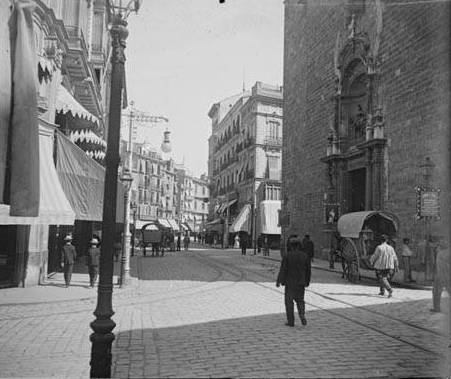
Imatge dels voltants de 1909

La porta nord és la més senzilla i destaca per la decoració del fris, amb dues mènsules estriades i tres tríglifs i la petxina del timpà. L'altra, la sud, es fa ressò, de nou, de la portada barroca de la Catedral i la portada lateral de Sant Joan del Mercat que també seguia algunes làmines d'altars del tractat de Pozzo, amb columnes girades en angle i la cornisa dividida en tres plànols. Aquesta portada utilitza la columna obliqua en el primer cos i al segon un relleu ovalat de sant Antoni fet pel mateix Vergara, emmarcat per pilastres adaptades també al disseny ablicu. L'edicle superior arqueja l'entaulament i es remata amb un frontó partit amb volutes, i també gerros i piràmide central. Aprofita la superfície del mur lleugerament còncava i la situació entre dues capelles laterals que sobresurten del mur exterior per a crear efectes corbs i oblics.
La construcció de les portades van ser l'última de les grans intervencions a l'església de Sant Martí. Posteriorment només s'hi feren obres de condicionament per intentar pal·liar les destrosses de l'any 1936, que suposaren la pèrdua de molt de patrimoni moble, de retaules, gran part de les pintures de la nau, l'arxiu i la sagristia.